# Lista chorążych reprezentacji Peru na igrzyskach olimpijskich
Lista chorążych reprezentacji Peru na igrzyskach olimpijskich – lista zawodników i zawodniczek reprezentacji Peru, którzy podczas ceremonii otwarcia nowożytnych igrzysk olimpijskich nieśli flagę Peru.

## Chronologiczna lista chorążych
| Lp. | Rok i miejsce     | Chorąży              | Dyscyplina           |
| --- | ----------------- | -------------------- | -------------------- |
| 1   | 1900, Paryż       | b.d.                 |                      |
| 2   | 1932, Los Angeles | b.d.                 |                      |
| 3   | 1936, Berlin      | Victor Flores        |                      |
| 4   | 1948, Londyn      | Carlos Domínguez     | Podnoszenie ciężarów |
| 5   | 1956, Melbourne   | b.d.                 |                      |
| 6   | 1960, Rzym        | b.d.                 |                      |
| 7   | 1964, Tokio       | b.d.                 |                      |
| 8   | 1968, Meksyk      | b.d.                 |                      |
| 9   | 1972, Monachium   | Enrique Barza        | Szermierka           |
| 10  | 1976, Montreal    | b.d.                 |                      |
| 11  | 1980, Moskwa      | b.d.                 |                      |
| 12  | 1984, Los Angeles | Edwin Vásquez        | Strzelectwo          |
| 13  | 1988, Seul        | Rodrigo Ranguna      |                      |
| 14  | 1992, Barcelona   | b.d.                 |                      |
| 15  | 1996, Atlanta     | Juan Jorge Giha, Jr. | Strzelectwo          |
| 16  | 2000, Sydney      | Rosa García          | Piłka siatkowa       |
| 17  | 2004, Ateny       | Francisco Boza       | Strzelectwo          |
| 18  | 2008, Pekin       | Sixto Barrera        | Zapasy               |
| 19  | 2010, Vancouver   | Roberto Carcelén     | Biegi narciarskie    |
| 20  | 2012, Londyn      | Gladys Tejeda        | Lekkoatletyka        |
| 21  | 2014, Soczi       | Roberto Carcelén     | Biegi narciarskie    |
| 22  | 2016, Rio         | Francisco Boza       | Strzelectwo          |